# オナ・バセヴィチネ
オナ・バセヴィチネ（Ona Baceviciene、1904年1月10日 - 2014年8月27日）は、リトアニアのスーパーセンテナリアン。リトアニア歴代3番目の長寿記録を保持している。

## 人物
1904年1月10日、ロシア帝国のヴィルカヴィシュキス（現在のリトアニア南西部）に生まれる。幼いころはカウナスに住んでいた。第一次世界大戦の時に飢餓で苦しみ、爆弾の爆発も恐れていたと言われる。存命時暮らしていた家は1932年に建てられた。
2人の子供がおり、そのうちの一人、アンタナスは110歳の誕生日を迎えた2014年1月時点で68歳で存命中だった。それ以外にも16人のひ孫らに恵まれた。110歳の誕生日にはカウナス市長らの著名人も来訪した。
彼女は長寿の秘訣を尋ねられると「一生懸命働き、笑い、神に祈りをささげること」と語った。ライフスタイルについて語ることはなかったが、当時の報道によれば国内や世界で起こってることのすべてに興味を示しており、ラジオを聞くこともしばしばあったという。
2014年8月27日に死去。110歳229日没。